# Murtas Każgalejew
Murtas Muratowicz Każgalejew, ros. Муртас Муратович Кажгалеев (ur. 17 listopada 1973) – kazachski szachista, arcymistrz od 1998 roku.

## Kariera szachowa
Na arenie międzynarodowej pojawił się po rozpadzie Związku Radzieckiego, w niedługim czasie awansując do ścisłej czołówki kazachskich szachistów. W 1995 i 1999 r. dwukrotnie wystąpił na drużynowych mistrzostwach Azji, w 1999 r. zdobywając w Shenyangu drużynowy srebrny medal. W 1997 r. reprezentował narodowe barwy na rozegranych w Sáenz Peñie drużynowych młodzieżowych (do 26 lat) mistrzostwach świata, zdobywając dwa medale (złoty za indywidualny wynik na III szachownicy oraz srebrny wspólnie z drużyną) oraz na rozegranych w Lucernie drużynowych mistrzostwach świata, na których zdobył srebrny medal za indywidualny wynik na III szachownicy. Poza tym, pomiędzy 1996 a 2010 r. pięciokrotnie (w tym dwa razy na I szachownicy) startował w szachowych olimpiadach.
W 2005 r. zajął w Hajdarabadzie V m. w indywidualnych mistrzostwach Azji i zakwalifikował się do rozegranego w Chanty-Mansyjsku turnieju o Puchar Świata, w I rundzie pokonując Jewgienija Aleksiejewa, a w drugiej przegrywając z Tejmurem Radżabowem. W 2006 r. zdobył w Dosze złoty medal igrzysk azjatyckich w szachach szybkich, w 2007 r. w Makau – dwa srebrne medale halowych igrzysk azjatyckich (w szachach klasycznych oraz błyskawicznych), natomiast w 2009 r. w Wietnamie – brązowy medal halowych igrzysk azjatyckich w szachach szybkich.
Do innych jego sukcesów w turniejach międzynarodowych należą m.in.:
- dz. I m. w Cannes (1996, wspólnie z m.in. Matthew Sadlerem, Mladenem Palacem, Josephem Gallagherem i Josifem Dorfmanem),
- II m. w Cannes (1999, za Władysławem Tkaczewem),
- dz. I m. w Cannes (2000, wspólnie z Christianem Bauerem),
- dz. I m. w Nicei (2000, wspólnie z Aleksandyrem Dełczewem i Robertem Zelčiciem),
- I m. w Nowokuźniecku (2001),
- I m. w Nicei (2001),
- I m. w Évry (2004),
- dz. I m. w Issy-les-Moulineaux (2004, wspólnie ze Slimem Belkhodją),
- dz. I m. w Paryżu (2004, wspólnie z Pawłem Tregubowem, Maximem Vachier-Lagrave, Alberto Davidem, Amirem Bagheri, Konstantinem Landą i Jean-Marcem Degraeve),
- I m. w Fourmies (2005),
- I m. w Paryżu (2006),
- dz. II m. w Moskwie (2008, turniej Moscow Open, za Artiomem Timofiejewem, wspólnie z m.in. Igorem Kurnosowem, Baadurem Dżobawą, Zacharem Jefimienko i Ołeksandrem Moisejenko),
- dz. I m. w Paryżu (2009, wspólnie z Serhijem Fedorczukiem),
- dz. II m. w Rijece (2009, za Grzegorzem Gajewskim, wspólnie z m.in. Borki Predojeviciem, Eltajem Safarlim i Borysem Czatalbaszewem),
- I m. w Fourmies (2010),
- dz. II m. w Manili (2010, za Antonem Filippowem, wspólnie z Tamazem Gelaszwilim),

Najwyższy ranking w dotychczasowej karierze osiągnął 1 listopada 2009 r., z wynikiem 2653 punktów zajmował wówczas 77. miejsce na światowej liście FIDE, jednocześnie zajmując 1. miejsce wśród kazachskich szachistów.